# Джованні Адзіні
Джованні Адзіні (італ. Giovanni Azzini, нар. 29 серпня 1929, Куїнцано-д'Ольйо — пом. 4 червня 1994, Кремона) — італійський футболіст, що грав на позиції півзахисника.
Виступав за «Брешію» та «Падову», а також національну збірну Італії.

## Клубна кар'єра
Народився 29 серпня 1929 року в місті Куїнцано-д'Ольйо. Вихованець футбольної школи клубу «Брешія». Дорослу футбольну кар'єру розпочав 1948 року в основній команді того ж клубу, в якій провів сім сезонів у Серії Б, взявши участь у 160 матчах чемпіонату. З сезону 1951/52 був основним гравцем команди.
Своєю грою за цю команду привернув увагу Нерео Рокко, що тренував «Падова» з Серії А, до складу якого Адзіні приєднався влітку 1955 року. У новій команді став основним гравцем, проте в червні 1958 року був пожиттєво дискваліфікований за договірний матч у березні того ж року проти «Аталанти» (0:3), що боролась за виживання. В листопаді наступного року дискваліфікацію скоротили до двох років і з сезону 1960/61 Адзіні знову став грати за «Падову», відігравши за клуб з Падуї ще три сезони у Серії А. Загалом у вищому італійському дивізіоні гравець провів 121 матч і забив 1 гол.
Завершив професійну ігрову кар'єру у рідній «Брешії», повернувшись до команди 1962 року і захищав її кольори протягом наступного сезону 1962/63, проте зіграв лише у 7 матчах Серії Б.

## Виступи за збірну
У складі збірної був учасником футбольного турніру на Олімпійських іграх 1952 року у Гельсінкі. Там 21 липня 1952 року Адзіні провів свій єдиний матч у складі збірної Італії в 1/8 фіналу проти майбутніх переможців збірної Угорщини.
Помер 4 червня 1994 року на 65-му році життя у місті Кремона.
| Дата      | Місто     | Господарі | Результат | Гості  | Турнір               | Голи | Примітки |
| --------- | --------- | --------- | --------- | ------ | -------------------- | ---- | -------- |
| 21-7-1952 | Гельсінкі | Угорщина  | 3 – 0     | Італія | ОІ 1952 - 1/8 фіналу | -    |          |
| Усього    |           | Матчів    | 1         |        | Голів                | 0    |          |